# Yvan Delporte
Yvan Delporte (Bruselas, Bélgica, 24 de junio de 1928 - Ibid. 5 de marzo de 2007) fue un escritor de historietas belga, editor en jefe de la revista Spirou entre 1955 y 1968; periodo considerado la edad de oro de la historieta franco-belga. Como autor aparece acreditado en numerosas contribuciones creativas, como su colaboración con Peyo en Los pitufos, con René Follet en Steve Severin (1/2) y con André Franquin en la creación de Tomás el Gafe, y como coautor de Idées noires.